# Joel Sturm
Joel Sturm, född den 28 november 2001 i Brühl, Nordrhein-Westfalen, är en tysk racerförare.